# Коггон (Айова)
Коггон (англ. Coggon) — місто (англ. city) в США, в окрузі Лінн штату Айова. Населення — 701 особа (2020).

## Географія
Коггон розташований за координатами 42°16′40″ пн. ш. 91°31′48″ зх. д. / 42.27778° пн. ш. 91.53000° зх. д. (42.277808, -91.529865).  За даними Бюро перепису населення США в 2010 році місто мало площу 1,67 км², з яких 1,62 км² — суходіл та 0,05 км² — водойми.

## Демографія
Згідно з переписом 2010 року, у місті мешкало 658 осіб у 266 домогосподарствах у складі 177 родин. Густота населення становила 394 особи/км².  Було 288 помешкань (173/км²).
Расовий склад населення:
| - 99,7 % — білих - 0,2 % — чорних або афроамериканців |

До двох чи більше рас належало 0,2 %. Частка іспаномовних становила 0,5 % від усіх жителів.
За віковим діапазоном населення розподілялося таким чином: 27,4 % — особи молодші 18 років, 55,4 % — особи у віці 18—64 років, 17,2 % — особи у віці 65 років та старші. Медіана віку мешканця становила 35,4 року. На 100 осіб жіночої статі у місті припадало 100,6 чоловіків;  на 100 жінок у віці від 18 років та старших — 102,5 чоловіків також старших 18 років.
Середній дохід на одне домашнє господарство  становив 61 264 долари США (медіана — 51 719), а середній дохід на одну сім'ю — 71 062 долари (медіана — 63 125). За межею бідності перебувало 10,3 % осіб, у тому числі 9,7 % дітей у віці до 18 років та 9,3 % осіб у віці 65 років та старших.
Цивільне працевлаштоване населення становило 313 особи. Основні галузі зайнятості: освіта, охорона здоров'я та соціальна допомога — 25,6 %, виробництво — 15,3 %, будівництво — 11,8 %, роздрібна торгівля — 11,5 %.